# Tormod Knutsen
Tormod Kåre Knutsen (Eidsvoll, 7 gennaio 1932 – Eidsvoll, 23 febbraio 2021) è stato un combinatista nordico norvegese.

## Palmarès

### Olimpiadi invernali
- Oro a Innsbruck 1964 nella combinata nordica.
- Argento a Squaw Valley 1960 nella combinata nordica.

## Onorificenze
- Medaglia Holmenkollen (1960)